# Brenzone
Brenzone (velenceiül Brenson) település Olaszországban, Veneto régióban, Verona megyében. Lakosainak száma 2451 fő (2023. január 1.). Brenzone Ferrara di Monte Baldo, Gargnano, Malcesine, San Zeno di Montagna, Tignale, Torri del Benaco és Tremosine községekkel határos.

## Népesség
A település népességének változása:
| Lakosok száma | 2452 | 2489 | 2451 |
|               | 2017 | 2018 | 2023 |